# Max Uhle
Friedrich Maximilian Uhle (Dresde, Sajonia, Reino de Sajonia; 25 de marzo de 1856-Loeben, Alta Silesia, Polonia; 11 de mayo de 1944), conocido en el mundo de habla hispana como Federico Max Uhle, fue un arqueólogo alemán, cuyo trabajo en el Perú, Chile, Ecuador y Bolivia, a finales del siglo XIX y principios del siglo XX, tuvo un impacto significativo en la práctica de la arqueología de América del Sur. Fue el iniciador de la arqueología científica en el Perú, revalorando y difundiendo para el mundo el pasado preincaico, hasta entonces tratado como un simple y breve preludio del imperio incaico. Fue el primero en aplicar el método estratigráfico en las excavaciones de Pachacámac en 1896 y el primero en notar que la iconografía Tiahuanaco se había difundido desde la zona del lago Titicaca hasta gran parte del actual territorio peruano, observación que dio origen a la teoría del imperio tiahuanacota (hoy sabemos que se trata en realidad del estilo cultural Huari). Fue también el descubridor de la cultura Moche (que denominó Proto-Chimú) y el autor del primer esbozo de una cronología que partía desde las más antiguas culturas preincaicas conocidas hasta la época inca. Autor de la teoría inmigracionista del origen de la cultura andina, que sostenía que ésta se originó de los aportes venidos de Mesoamérica (México y América central), teoría que fue refutada por Julio C. Tello, defensor del carácter autóctono de dicha cultura. Ha sido llamado el padre de la arqueología científica peruana.

## Biografía
Fue hijo de Friedrich Ernst Uhle y Anna Kunigunde Lorenz. Al terminar sus estudios escolares, ingresó en 1875 a la Universidad de Leipzig. Tras hacer su servicio militar, cursó un año en la Universidad de Gottingen para volver luego a Leipzig, donde estudió filología y se graduó de doctor en 1880 con una tesis sobre la antigua gramática china.
Pasó luego al Museo de Etnología de su ciudad natal como asistente del director, donde laboró de 1881 a 1888. Pasó a desempeñar igual función en el Museo de Etnología de Berlín, dirigido a la sazón por Adolf Bastian y que se estaba convirtiendo por esos años en un centro de estudios americanistas. Actuó como secretario asistente en el VII Congreso Internacional de Americanistas, efectuado en Berlín en 1888.
Por esos años empezó su interés por el pasado arqueológico de Sudamérica. Este interés nació al apreciar en los museos alemanes las variadas muestras de arte peruano precolombino. Por entonces, muchos coleccionistas peruanos habían vendido sus valiosas colecciones de antigüedades en Europa, para librarlas de la rapiña de los chilenos durante la guerra del Pacífico. Un amigo cercano, Alphons Stübel, que en 1875 había excavado en la necrópolis precolombina de Ancón, en la costa peruana, orientó definitivamente a Uhle hacia la arqueología precolombina.
Auspiciado por el Real Museo Etnográfico de Berlín y el gobierno alemán, en 1892 viajó a Sudamérica para estudiar el área de difusión de la cultura quechua en dicho continente. Desde la Argentina pasó a Bolivia, interesado en las ruinas de Tiahuanaco o Tiwanaku, aunque no logró la autorización necesaria para excavar allí. En ese mismo año publicó Las ruinas de Tiahuanaco en las tierras altas del Antiguo Perú, con el fotógrafo e ingeniero B. von Grumbkow. Esta extensa obra es considerada la primera de carácter científico sobre dicho sitio arqueológico. Aprovechó también para estudiar a los uros, de las riberas del lago Titicaca. Pasó luego al Perú, llegando al Cuzco. Como fruto de esta labor publicó años después el trabajo La esfera de influencia del país de los Incas.
Se trasladó a Filadelfia, Estados Unidos, contratado por la Universidad de Pensilvania, donde trabajó durante varios años. Allí se casó con Charlotte Grosse. Patrocinado por la Sociedad de Exploración Americana en Filadelfia preparó un nuevo viaje al Perú. También disfrutó del patrocinio de la señora Phoebe Hearst, la madre de William Randolph Hearst. En 1896 arribó a Lima, la capital del Perú. Su primera tarea fue remitir una relación acerca de su viaje a Bolivia y Perú, acompañando, además, un informe sobre el idioma de los uros (Bolivia), el cual fue publicado en el periódico Globus de Braunschweig, Alemania.

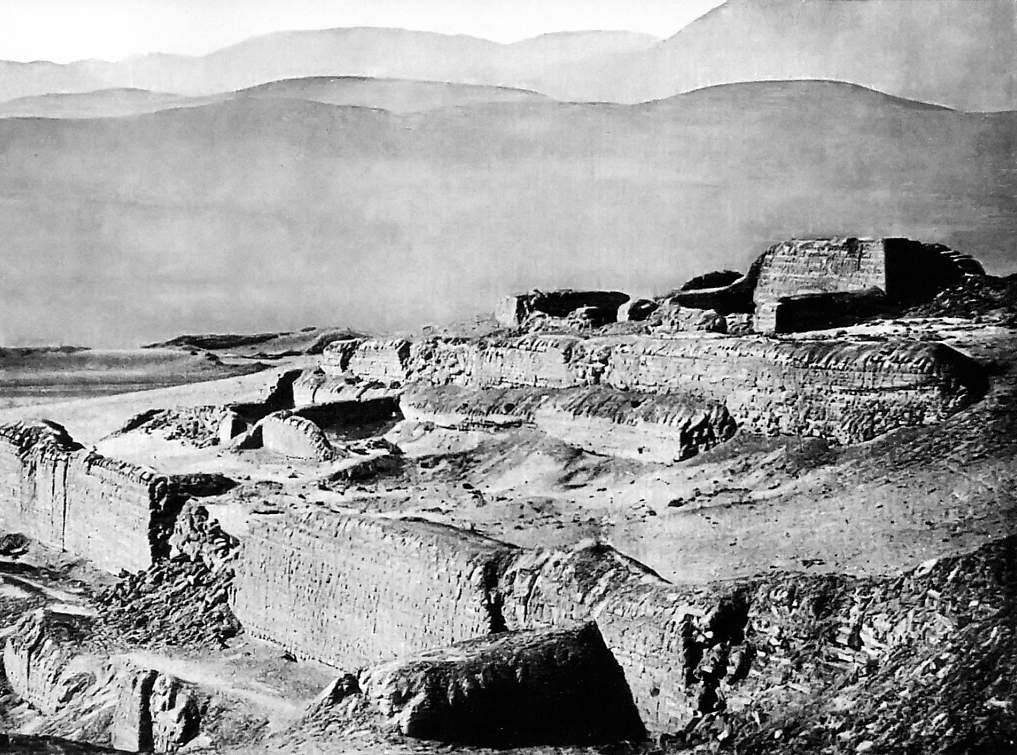
Vista fotográfica de Pachacámac, hacia el año 1900.

Llevó a cabo excavaciones en Pachacámac, en el valle de Lurín, al sur de Lima, donde usó por primera vez en América el método estratigráfico, técnica que permite evaluar la antigüedad de unos restos con relación a otros sobre la base de su posición en los estratos analizados. Luego de un largo trabajo volvió a Filadelfia para dar cuenta de sus resultados. Sobre estos estudios publicó en 1903 la magnífica obra titulada Pachacámac, que fue muy elogiado y todavía se utiliza como texto básico para el estudio de la arqueología sudamericana. Fue el primero en afirmar la expansión de la cultura tiahuanaco en territorio peruano, al observar en la cerámica, textiles y otros artefactos hallados en la costa peruana, diseños propios de dicha cultura, que hoy sabemos que en realidad se trata del estilo de la cultura huari. Recuperó miles de artefactos que incluyen cerámica, conchas, textiles, metales, objetos de madera y otros materiales vegetales y objetos construidos con materiales de origen animal como plumas, huesos y piel. Se concentró en la datación de estos artefactos, y estableció un sistema basado principalmente en el diseño textil.
En 1898 retornó con una misión de la Universidad de California y para completar su visión de las culturas prehispánicas se consagró a explorar diversas ruinas de la costa peruana. Excavó en la huaca de la Luna (costa norte), aislando el estilo Moche, al que denominó Proto-Chimú. Los artefactos que encontró en el valle de Moche fueron fechados sobre la base de la posición secuencial de estilos de cerámica inca. Esta datación temprana fue luego ampliada por el arqueólogo estadounidense Alfred Kroeber (su discípulo en Berkeley) y es uno de los puntos clave en la comprensión de la cronología preincaica en el Perú.
Luego subió a la sierra norte y excavó en Marcahuamachuco, Wiracochapampa y Cerro Amaru. En 1900, en el diario trujillano La Industria, dio a conocer una primera secuencia cultural a partir de sus excavaciones en Moche: Proto-Chimú, Tiahuanaco, Chimú e Inca. Posteriormente excavó en Chincha, Pueblo Nuevo y Tambo Colorado.
Retornó en 1901 a los Estados Unidos, llevándose todo el material acopiado, que hoy se encuentra en Berkeley. Se dedicó a la enseñanza de la arqueología americana en la Universidad de California y gracias al renovado apoyo de esta volvió por tercera vez al Perú en 1903. Esta vez excavó en los conchales de Ancón, Cerro Trinidad, Huaral Viejo, Supe, San Nicolás, descubriendo el estilo Blanco sobre Rojo en la cerámica. Años después publicó obras referentes a sus estudios en el Perú, entre ellas: Las ruinas de Moche (1913), Cronología sobre las antiguas culturas de Ica (1914) y The Nazca Pottery of Ancient Perú (1914).
En 1906 fue nombrado director de la sección Arqueológica del Museo Histórico de Lima. En 1912, disgustado por ciertas cuestiones surgidas con el gobierno peruano por el puesto que desempeñaba, se trasladó a Chile, en donde fue nombrado Director del Museo de Etnología y Antropología de Santiago. Se dedicó a hacer excavaciones en el norte de Chile, (antiguo sur peruano), en Tacna, Arica, Pisagua y Calama. En 1917 fue el primero en describir científicamente las momias de Chinchorro. Los resultados de su labor los publicó en Los aborígenes de Arica (1917) y Arqueología de Arica y Tacna (1919).
En 1919 se trasladó al Ecuador -debido a que el Gobierno de Chile pone término a su contrato-, donde realizó estudios en Azuay, Loja, Cañar, Tumibamba y otros lugares. Allí se quedó hasta 1933, año en el que regresó a su patria, con una rica documentación acumulada a lo largo de cuatro décadas de incesante trabajo y con una visión completa de las culturas andinas. Acometió entonces la ardua tarea de elaborar una síntesis de sus investigaciones.
En 1939 regresó a Lima para participar en el XXVII Congreso Internacional de Americanistas, donde presentó sus importantes trabajos sobre Procedencia y origen de las antiguas civilizaciones americanas y La marcha de las civilizaciones. Por un tiempo volvió a radicar en el Perú, cuando en Europa se desencadenaba la Segunda Guerra Mundial y el Perú se alineaba junto a los aliados contra las potencias del Eje. Ello motivo a que fuera deportado, junto con otros alemanes. Su muerte acaeció en Loeben, en la Alta Silesia por razones que aun son desconocidas.

## Honores
- En la ciudad de Cuenca (Ecuador), una de sus principales avenidas lleva su nombre.

- [Museo Regional de Casma "Max Uhle"]

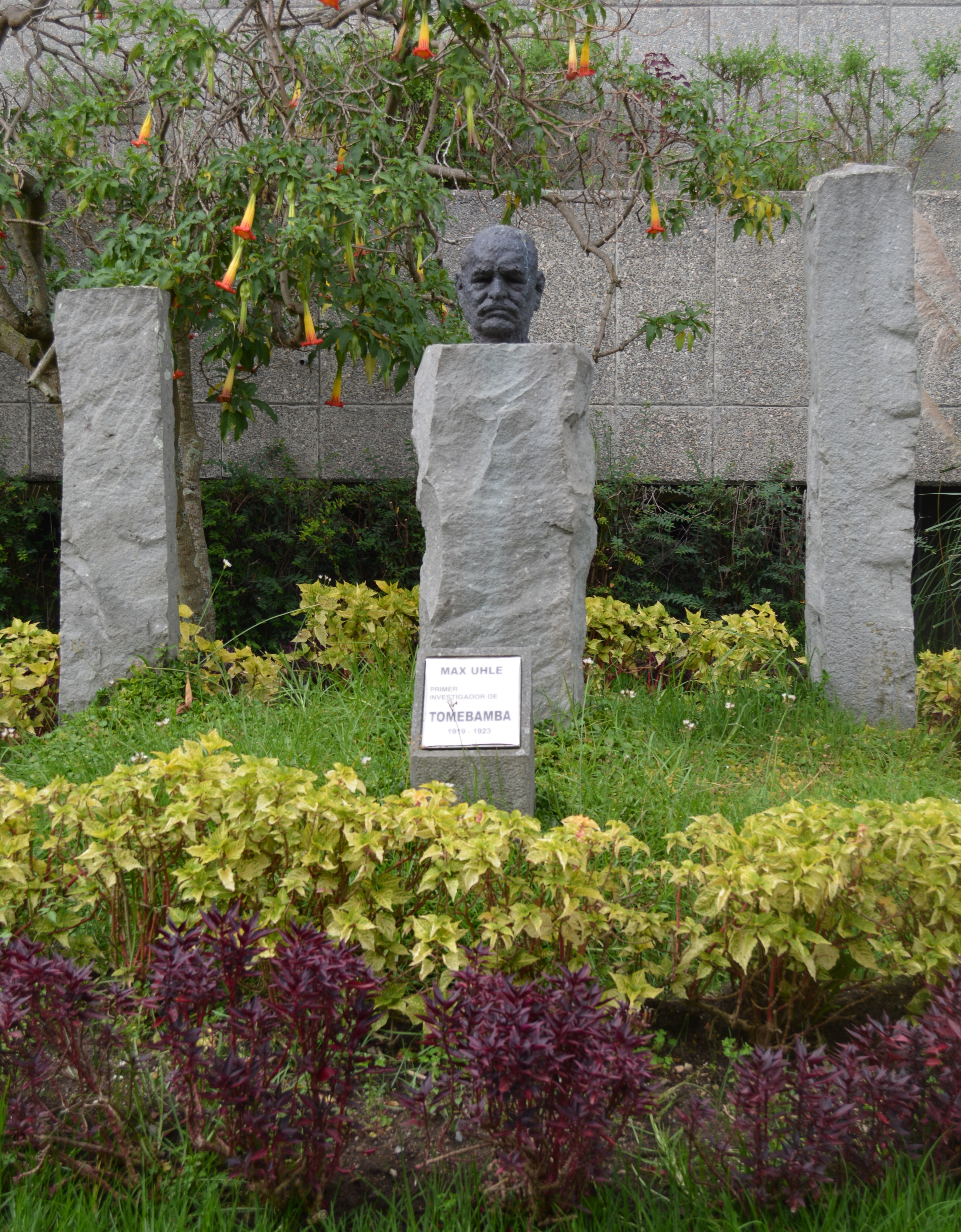
Monumento de Max Uhle en el Museo Pumapungo

## Principales obras
- Die Ruinen von Tiahuanaco (1892), en colaboración con Alphons Stübel.
- Pachacámac (1903).
- La esfera de influencia del país de los incas (1908).
- Las relaciones prehistóricas entre el Perú y la Argentina (1912).
- Los orígenes de los incas (1912).
- Die Ruinen von Moche (1913).
- Die Muschelhügel von Ancón (1913).
- Las fortalezas incaicas de Incallacta y Machupicchu (1917)
- La arqueología de Arica y Tacna (1919).
- Fundamentos étnicos y arqueológicos de Arica y Tacna (1922).
- Los principios de las antiguas civilizaciones peruanas (1920).
- Los principios de las civilizaciones en la sierra peruana (1920).
- Las antiguas civilizaciones del Perú frente a la arqueología e historia del continente americano (1935).

John Rowe publicó en 1954, con auspicio de la Universidad de California, Berkeley y Los Ángeles, el libro titulado: Max Uhle, 1856-1944. A memoir of the Father of Peruvian Archaeology.. Este libro otorga información acerca de la vida y obra del sabio alemán, valora sus aportes teóricos e intelectuales relacionados con sus investigaciones arqueológicas y etnológicas en el antiguo territorio del Tahuantinsuyo (Perú, Chile, Argentina, Ecuador y Bolivia).